# Renesas Electronics
Renesas Electronics (jap.  ルネサス エレクトロニクス  , Runesasu Erekutoronikusu) – japońska firma produkująca układy elektroniczne. Wcześniej znana jako Renesas Technology, przed połączeniem z NEC Electronics w kwietniu 2010. Ma siedzibę w Tokio, zatrudnia około 25 000 pracowników i dostarcza produkty na rynek około 20 krajów. Jest jednym z największych na świecie producentów układów elektronicznych do telefonów komórkowych. Wytwarza mikrokontrolery z trzech głównych gałęzi: ogólnego przeznaczenia M16C (R8C, M16C, R32C), układy ASIC z serii H8 (H8, H8S, H8SX) oraz układy wysokiej wydajności z serii SuperH (SH-1, SH-2, SH-3, SH-4).
Głównymi udziałowcami firmy są:
- NEC Corporation – 33,97%
- Hitachi Ltd. – 30,62%
- Mitsubishi Electric – 25,05%